# Copa Asobal
La Copa Asobal fue una competición española entre clubes de balonmano que se disputaba por rondas eliminatorias. Fue creada la temporada 1990-1991 y estaba organizada por la Asociación de Clubes de Españoles de Balonmano (Asobal), bajo la tutela y el amparo de la Real Federación Española de Balonmano, que es la que le otorgaba el carácter de competición oficial.
En 2023, la Copa Asobal deja de celebrarse, pasándose a disputar la Copa de España.
El equipo más laureado fue el Fútbol Club Barcelona, con 18 títulos.

## Sistema de competición
El torneo se celebraba habitualmente a finales del mes de diciembre y cada año en una ciudad diferente. Tomaban parte cuatro equipos: los tres primeros clasificados al final de la 1.ª vuelta del presente campeonato de liga y el equipo anfitrión como invitado. Las eliminatorias se disputaban a partido único y los emparejamientos se decidían por sorteo.
En la primera jornada se disputaban dos partidos de semifinales. Los ganadores de cada semifinal disputaban, al día siguiente, la final. Desde la temporada 2007-08 el equipo campeón obtenía el derecho a participar en la Liga de Campeones de la temporada siguiente.

## Historial
| Temporada | Sede            | Campeón                 | Subcampeón                 | Resultado | Entrenador campeón | Máximo Goleador             | MVP                     | Mejor Portero           |
| --------- | --------------- | ----------------------- | -------------------------- | --------- | ------------------ | --------------------------- | ----------------------- | ----------------------- |
| 1990      | Ibiza           | Teka Santander          | CB Alzira Avidesa          | 30-29     | Manuel Cadenas     |                             |                         |                         |
| 1991      | Santander       | Teka Santander          | Elgorriaga Bidasoa         | 26-25     | Emilio Alonso      |                             |                         |                         |
| 1992      | Moguer          | Elgorriaga Bidasoa      | Teka Santander             | 27-23     | Juantxo Villarreal |                             |                         |                         |
| 1993      | Alcobendas      | BM Granollers           | FC Barcelona               | 21-19     | Manuel Montoya     |                             |                         |                         |
| 1994      | Vigo            | FC Barcelona            | Caja Cantabria             | 30-22     | Valero Rivera      |                             |                         |                         |
| 1995      | Castellón       | FC Barcelona            | Caja Cantabria             | 24-23     | Valero Rivera      |                             |                         |                         |
| 1996      | Santander       | Caja Cantabria          | Ademar León                | 24-23     | Julián Ruiz        |                             |                         |                         |
| 1997      | León            | Caja Cantabria          | Ademar León                | 26-24     | Valentín Pastor    |                             |                         |                         |
| 1998      | Zaragoza        | Ademar León             | FC Barcelona               | 31-30     | Manuel Cadenas     |                             |                         |                         |
| 1999      | Pamplona        | FC Barcelona            | Portland San Antonio       | 24-21     | Valero Rivera      |                             |                         |                         |
| 2000      | Córdoba         | FC Barcelona            | Portland San Antonio       | 29-28     | Valero Rivera      |                             |                         |                         |
| 2001      | León            | FC Barcelona            | Portland San Antonio       | 26-25     | Valero Rivera      |                             |                         |                         |
| 2002      | Valladolid      | BM Valladolid           | FC Barcelona               | 28-27     | Juan Carlos Pastor |                             |                         |                         |
| 2003      | Ciudad Real     | BM Ciudad Real          | FC Barcelona               | 29-18     | Talant Dujshebaev  |                             |                         |                         |
| 2004      | Roquetas de Mar | BM Ciudad Real          | Portland San Antonio       | 39-36     | Talant Dujshebaev  |                             |                         |                         |
| 2005      | Zaragoza        | BM Ciudad Real          | Portland San Antonio       | 31-23     | Talant Dujshebaev  |                             |                         |                         |
| 2006      | León            | BM Ciudad Real          | Portland San Antonio       | 29-27     | Talant Dujshebaev  |                             |                         |                         |
| 2007      | Valladolid      | BM Ciudad Real          | Ademar León                | 25-23     | Talant Dujshebaev  |                             |                         |                         |
| 2008      | Barcelona       | Ademar León             | FC Barcelona               | 31-25     | Jordi Ribera       | Martin Straňovský (8)       | Daniel Sarmiento        | Mirko Alilović          |
| 2009      | Córdoba         | FC Barcelona            | BM Ciudad Real             | 34-33     | Xavier Pascual     | Luc Abalo (9)               |                         |                         |
| 2010      | Vigo            | Renovalia Ciudad Real   | FC Barcelona Borges        | 34-31     | Talant Dujshebaev  | Daniel Sarmiento (8)        |                         |                         |
| 2011      | León            | FC Barcelona Intersport | Reale Ademar León          | 28-27     | Xavier Pascual     | László Nagy (9)             | Antonio García          | Danijel Šarić           |
| 2012      | Vigo            | FC Barcelona Intersport | BM Atlético de Madrid      | 32-24     | Xavier Pascual     | Jesper Nøddesbo (7)         | Raúl Entrerríos         | Danijel Šarić           |
| 2013      | Barcelona       | FC Barcelona Intersport | Fraikin BM Granollers      | 34-28     | Xavier Pascual     | Víctor Tomás (9)            | Víctor Tomás            | Matías Schulz           |
| 2014      | León            | FC Barcelona Intersport | Fraikin BM Granollers      | 37-26     | Xavier Pascual     | Ferrán Solé (8)             | Nikola Karabatić        | Dimitrije Pejanović     |
| 2015      | León            | FC Barcelona Lassa      | Naturhouse La Rioja        | 35-31     | Xavier Pascual     | Kiril Lazarov (10)          | Cristian Malmagro       | Danijel Šarić           |
| 2016      | León            | FC Barcelona Lassa      | Fraikin BM Granollers      | 30-25     | Xavier Pascual     | Kiril Lazarov (9)           | Adrià Figueras          | Gonzalo Pérez de Vargas |
| 2017      | León            | FC Barcelona Lassa      | Abanca Ademar León         | 28-22     | Xavier Pascual     | Valero Rivera (7)           | Raúl Entrerríos         | Gonzalo Pérez de Vargas |
| 2018      | Lérida          | FC Barcelona Lassa      | CD Bidasoa                 | 37-23     | Xavier Pascual     | Casper Mortensen (9)        | Aron Pálmarsson         | Gonzalo Pérez de Vargas |
| 2019      | Valladolid      | FC Barcelona Lassa      | CD Bidasoa                 | 30-22     | Xavier Pascual     | Dika Mem (7)                | Dika Mem                | Kevin Møller            |
| 2020      | Santander       | FC Barcelona            | Liberbank Cantabria Sinfín | 33-23     | Xavier Pascual     | José Manuel Herrero Lon (7) | José Manuel Herrero Lon | Ernesto Sánchez         |
| 2021      | Zaragoza        | FC Barcelona            | Bidasoa Irún               | 37-29     | Carlos Ortega      | Kauldi Odriozola (8)        | Kauldi Odriozola        | José Manuel Sierra      |
| 2022      | León            | FC Barcelona            | Reale Ademar León          | 39-21     | Carlos Ortega      | Ludovic Fabregas (7)        | Ludovic Fabregas        | Gonzalo Pérez de Vargas |

## Palmarés
| Club                       | Títulos | Subcampeonatos |
| -------------------------- | ------- | -------------- |
| FC Barcelona               | 18      | 6              |
| BM Ciudad Real             | 6       | 1              |
| CB Cantabria               | 4       | 3              |
| Ademar León                | 2       | 6              |
| Bidasoa Irún               | 1       | 4              |
| BM Granollers              | 1       | 3              |
| BM Valladolid              | 1       | 0              |
| SDC San Antonio            | 0       | 6              |
| CB Alzira Avidesa          | 0       | 1              |
| BM Atlético de Madrid      | 0       | 1              |
| Naturhouse La Rioja        | 0       | 1              |
| Liberbank Cantabria Sinfín | 0       | 1              |

## Ciudades sede
- 9 veces: León.
- 3 veces: Vigo, Valladolid, Santander y Zaragoza.
- 2 veces: Córdoba y Barcelona.
- 1 vez: Ibiza, Moguer, Alcobendas, Castellón, Pamplona, Ciudad Real, Roquetas de Mar y Lérida.